# 郡山聖ペテロ聖パウロ教会

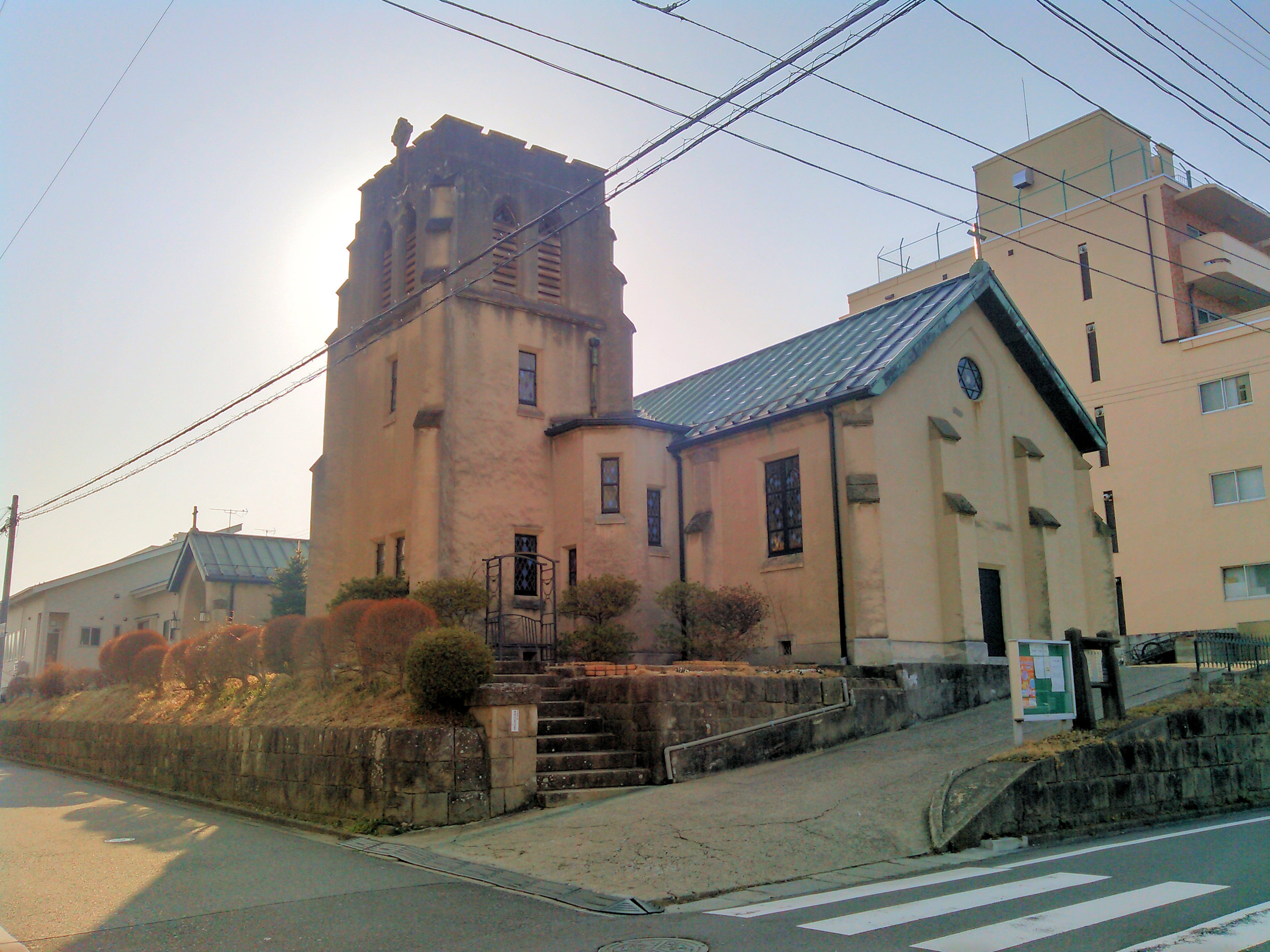
聖ペテロ聖パウロ教会

郡山聖ペテロ聖パウロ教会（こおりやませいぺてろせいぱうろきょうかい）は、福島県郡山市にある日本聖公会の教会である。

## 概要
1903年（明治36年）、布教のため郡山駅前に設けられた郡山講義所が始まり。中心となる聖堂は1932年（昭和7年）の建築。
明治時代、県立盲学校の開設より先に盲人向けの学校を開設した実績がある他、現在は近隣で幼稚園も運営している。

## 聖堂
当時のビンステッド主教の指導の下で建てられた、鉄筋コンクリート造り、ゴシック型、建坪20坪の聖堂。ステンドグラスは チェコスロバキア産のガラスを使用。設計者は聖公会信徒で東京の上林設計事務所の上林敬吉。
1931年（昭和6年）に建築に着手し、翌年に完成した。

## 歴史
- 1903年（明治36年)、郡山講義所が開設される
- 1908年（明治41年)、鯨岡寅吉伝道師によって、講義所に私立訓盲学校を開設
- 1923年（大正12年)、郡山聖ペテロ聖パウロ教会と名称を変更
- 1931年（昭和6年)、現在の聖堂の建設に着手（翌年に完成）
- 1956年（昭和31年)、宗教法人聖ペテロ聖パウロ教会付属セントポール幼稚園開園
- 2011年（平成23年)、聖堂と棟続きであった教会会館が東日本大震災により、全壊[1][2]（翌年に解体して新会館を建設）
- 2018年（平成30年)、聖堂が登録有形文化財に登録される[3]

## 所在地
- 福島県郡山市麓山2-9-23

## 周辺
- ザ・モール郡山
- 郡山市水道局
- みよし堂 麓山本店
- 郡山市郡山公会堂 - 郡山市中央公民館・勤労青少年ホーム併設、登録有形文化財
- 旧郡山市役所庁舎（現福島県郡山合同庁舎） - 昭和初期のモダンゴシック様式の洋風建築
- 旧後藤家住宅 - 古民家を利用した料理店 和一席 成庵
- 酒蓋公園 - 約350本の桜

## 交通アクセス
- 東北自動車道郡山インターチェンジより、車で約20分、郡山麓山郵便局北側。
- JR東北本線郡山駅11番バス乗り場よりバスコスモス循環池の台先回り乗車で池の台下車。